# Centrum Unijnych Projektów Transportowych
Centrum Unijnych Projektów Transportowych (CUPT) – państwowa jednostka budżetowa podległa ministrowi właściwemu ds. transportu – zarządzająca funduszami pochodzącymi z Unii Europejskiej, przeznaczonymi na wspieranie inwestycji infrastrukturalnych w obszarze transportu drogowego, kolejowego, lotniczego, miejskiego, morskiego, śródlądowego, intermodalnego oraz bezpieczeństwa ruchu drogowego.

## Opis
CUPT działa na mocy zarządzenia z dnia 29 marca 2007 r. o utworzeniu CUPT, która określa zakres zadań, organy nadzoru, zasady tworzenia rocznych planów działania oraz sprawozdawczości z ich realizacji. Dyrektora CUPT powołuje i odwołuje minister właściwy do spraw infrastruktury i budownictwa.

## Dyrektorzy
- Teresa Małecka (2007–2008)
- Anna Siejda (2008–2012)
- Przemysław Wróbel (2012, p.o.)
- Paweł Szaciłło (2012–2016, p.o.)
- Przemysław Gorgol (2016–2019, p.o.)
- Joanna Lech (od 2022, p.o. 2019–2022)

## Działania
Do zadań CUPT należą
- wdrażanie programów i projektów rozwoju infrastruktury transportowej współfinansowanych ze środków Unii Europejskiej;
- opracowywanie, wdrażanie i rozwój rozwiązań organizacyjnych i systemowych wspierających realizację projektów transportowych.